# 日本分光学会
公益社団法人日本分光学会（にほんぶんこうがっかい、英語: The Spectroscopical Society of Japan、略称：SPSJ）は、日本の学術団体。1951年の分光化学研究会、分光学研究会の発足を経て1953年の正式発足以来、半世紀以上の歴史を有する。現在は天文学、物理学、光学、化学、生物化学、生物学など広範な学問領域を横断する研究者が集う。

## 刊行物
- 学会誌「分光研究」
- 測定法シリーズ
- 分光測定入門シリーズ

## 表彰
- 学会賞
- 論文賞
- 奨励賞
- 年次講演会発表賞等